# Обсада на Силистра (1828)
Вижте пояснителната страница за други значения на Обсада на Силистра.
Тримесечната обсада на Силистра през 1828 година е една от дунавските операции на руската армия по време на войната с Османската империя от 1828 – 1829 година.

## Ход на военните действия
Първоначално блокадата на Силистра с отбраняващия я 20-хиляден корпус е средство за обезопасяване на фланга и тила на основните руски сили, действащи срещу Шумен. Определеният за това отряд на генерал Логгин Рот (10 000 бойци с 28 оръдия) достига крепостта на 9 юли и в боеве с гарнизона през следващите три дни успява да се закрепи на източните и южните ѝ подстъпи. Поради недостиг на сили през следващите седмици Рот не атакува османците. Бомбардировката на османските укрепления е неефективна, поради липсата на обсадна артилерия. Османското командване също остава пасивно до края на август, когато пристигат подкрепления от Шумен. С тях турските войски атакуват в началото на септември руските позиции при Татарица, но са отблъснати.
В началото на октомври, след падането на Варна, настъпва вторият етап от руските действия срещу Силистра. Корпусът на Рот е заменен със свежи, двойно по-многобройни войски под командването на граф Александър Ланжерон, подкрепени от значителна речна флотилия. Подсилена е и руската артилерия, която достига до 115 оръдия, но скоро привършва снарядите. Проблемът се влошава, поради рязкото застудяване през втората половина на месеца. Започналият ледоход по Дунав поставя под въпрос снабдяването през наближаващата зима. По тези причини главнокомандващият фелдмаршал Пьотър Витгенщайн нарежда отстъпление. Обсадата е вдигната на 27 октомври.
Силистренската крепост е повторно обсадена и превзета през юни 1829 година.